# Canal de Martinica
El canal de Martinica es un estrecho entre San Vicente y las Granadinas y Granada que conecta el océano Atlántico Norte con el mar Caribe.